# سنت لارنس دوم
سنت لارنس دوم (به انگلیسی: St. Lawrence II) یک کشتی است که طول آن ۷۲ فوت (۲۲ متر) می‌باشد. این کشتی در سال ۱۹۵۳ ساخته شد.